# ری رایس
ری رایس (انگلیسی: Ray Rice؛ زادهٔ ۲۲ ژانویهٔ ۱۹۸۷) یک بازیکن فوتبال آمریکایی اهل ایالات متحده آمریکا است. وی در ۲۷ مارس ۲۰۱۴ به علت حمله به دوست دخترش دستگیر شد و با انتشار ویدئوی کتک زدن دوست‌دخترش تا حد بیهوشی در ۸ سپتامبر ۲۰۱۴ قراردادش با بالتیمور ریونز فسخ شد.